# 张淑义
张淑义（1914年—1994年），女，生于京兆地方三河县（今河北省三河市段甲岭镇），中国社会活动家，曾任欧美同学会副会长、名誉副会长，第四、五届全国政协委员。

## 家庭
祖父张寿芝为武举张朝祝第十代孙，清末举人。父亲张钦士（生于1890年，卒于1932年），曾任北平基督教育年会学生部干事。母亲王复生。
张淑义三岁时，父亲与祖父因观念不同，发生矛盾，父亲携妻女至北平定居，另立门户。